# Frente Islâmica Nacional

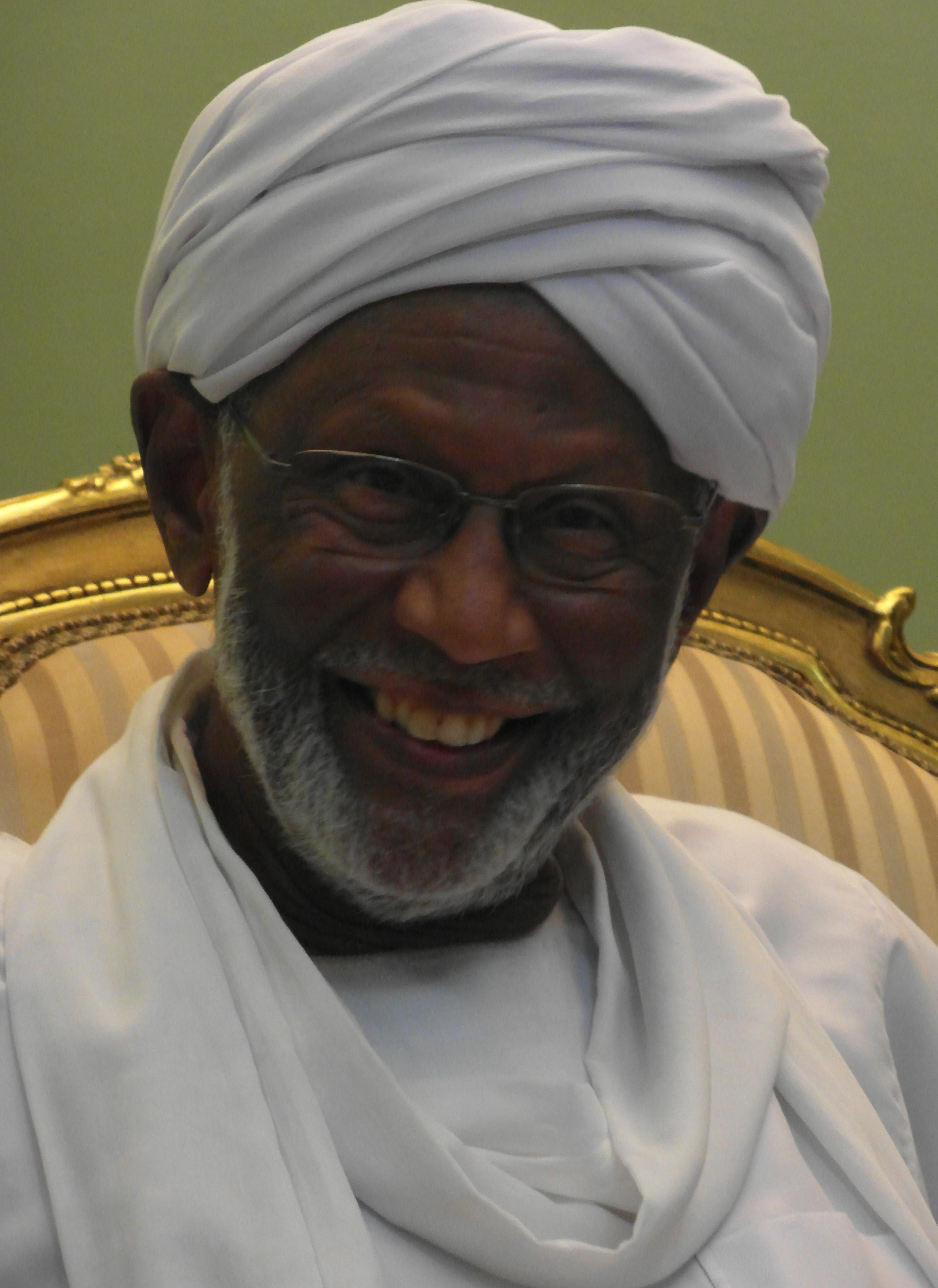
Hassan Al Turabi em 2015

Frente Islâmica Nacional (em árabe: الجبهة الإسلامية القومية; transliterado: al-Jabhah al-Islamiyah al-Qawmiyah) foi uma organização política islamita fundada em 1976 e liderada pelo Dr. Hassan al-Turabi que influenciou o governo sudanês iniciado em 1979 e o dominou entre 1989 e final dos anos 1990. Foi um dos dois únicos movimentos renovação islâmica a assegurar o poder político no século XX (sendo o outro os seguidores do aiatolá Ruhollah Khomeini na República Islâmica do Irã). 
A Frente Islâmica Nacional emergiu de grupos de estudantes muçulmanos que primeiramente começaram a organizar nas universidades durante a década de 1940, e sua base de apoio principal permaneceu na educação universitária.  Apoiou a manutenção de um Estado islâmico recorrendo a sharia e rejeitando o conceito de um Estado secular. Foi necessário uma abordagem "de cima para baixo" ou "islamização de cima" para "infiltrar o aparato estatal, exército e sistema financeiro  do Sudão".  Demonstrou-se ser politicamente hábil e implacável na sua utilização da violência, em especial nos conflitos internos na Segunda Guerra Civil Sudanesa e no conflito de Darfur, bem como no provisionamento de forças proxy, como  Exército de Resistência do Senhor, West Nile Bank Front e Uganda National Rescue Front II  contra Uganda.
No final de 1990, a Frente mudou seu nome para Congresso Nacional,  e as "violações de direitos humanos" dos primeiros anos do regime deram lugar a "métodos mais sutis de controle social, tais como restrições ao direito de liberdade de expressão, opinião, religião, associação e movimento".   Em 1999, al-Turabi e seus partidários foram expulsos do Congresso pelo governante do Sudão, Omar Hassan al-Bashir,  e, posteriormente, fundaram o rival Partido do Congresso Popular que permanece na oposição.